# Juurusvesi–Akonvesi
Le Juurusvesi–Akonvesi est un lac de Finlande.

## Géographie
Le lac est constitué de deux bassins, le Juurusvesi à l'Ouest et l'Akonvesi a l'Est. 
La ville de Siilinjärvi est située a l'extrémité occidentale du Juurusvesi.
La superficie du Juurusvesi est de 138 km2 et celle de l'Akonvesi de 156,9 km2. 
Le Juurusvesi–Akonvesi compte 444 îles.
L'aéroport de Kuopio est situé sur une péninsule avançant dans le Juurusvesi.
Le lac est situé en Savonie du Nord. Il s'étend sur les communes de Kuopio, Nilsiä et Siilinjärvi.
Le Juurusvesi–Akonvesi fait partie du grand lac Iso-Kalla composé de lacs ayant le même niveau d'eau.